# الرياح الداكنة
الرياح الداكنة (بالإنجليزية: Dark Winds)‏ هو مسلسل إثارة نفسية أمريكي من بطولة زان مكلارنون، كايوا غوردون، راين ويلسون وجيرامايا بيتزوي، صدر الموسم الأول المكون من 6 حلقات على قناة إيه إم سي في 12 يونيو 2022 وتم تجديده لموسم ثاني سيعرض في عام 2023.

## روابط خارجية
- الرياح الداكنة على موقع IMDb (الإنجليزية)
- الرياح الداكنة على موقع ميتاكريتيك (الإنجليزية)
- الرياح الداكنة على موقع روتن توميتوز (الإنجليزية)
- الرياح الداكنة على موقع كينوبويسك (الروسية)
- الرياح الداكنة على موقع ألو سيني (الفرنسية)
- الرياح الداكنة على موقع قاعدة بيانات الفيلم (الإنجليزية)